# Baccellierato canonico in teologia
Il baccellierato canonico in teologia è un diploma canonico, che corrisponde ad una laurea di primo livello in teologia cattolica.
Si ottiene dopo cinque anni di studio ed è posseduta da quasi tutti i presbiteri.
Oltre alla teologia, il percorso di studi prevede una formazione in filosofia.
Gli studenti dopo il baccellierato possono continuare fino alla licenza canonica di teologia.